# Georgette Méliès
Georgette Méliès, née le 22 mars 1888 dans le 10e arrondissement de Paris et morte le 29 août 1930 à Courbevoie, est l'une des premières femmes de cinéma, actrice, opératrice de prise de vues, cantatrice, et gérante de salle de spectacle.

## Biographie
Fille de Georges Méliès, homme de spectacle et pionnier du cinéma français, et d'Eugénie Génin épousée trois ans auparavant en juin 1885, Georgette Méliès a un frère, André, né treize ans plus tard.
Georgette Méliès joue dans le premier film de son père, Une partie de cartes (1896), dans la cour de la maison familiale de Montreuil-sous-Bois. Elle est alors âgée de huit ans, et ne fait qu'une courte apparition en ouverture du film. Elle joue également dans Un petit diable (1896) et Bébé et fillettes (1896), ainsi que dans Entre Calais et Douvres (1897). Vers 1900, son père réalise des courts-métrages publicitaires et Georgette est chargée de projeter ces derniers sur une fenêtre opaque du Théâtre Robert-Houdin dont son père était propriétaire. On dit d'elle qu'elle est l'une des premières projectionnistes du cinéma.
À partir de 1902, Georges Méliès commence à filmer simultanément avec deux caméras. Georgette Méliès est responsable de l'une d'elles, la seconde étant confiée à Lucien Tainguy, puis à Lucien Bardou. On sait qu'elle travaille ainsi sur les six derniers films financés par Pathé, Les Hallucinations du baron de Münchhausen (1911), Le Vitrail diabolique (1911), À la conquête du pôle (1911-12), Cendrillon, ou la Pantoufle merveilleuse (1912), Le Chevalier des neiges (1912), Le Voyage de la famille Bourrichon (1912-13).
En 1913, à la mort de sa mère qui s'occupait beaucoup des affaires de son mari, Georgette Méliès prend la direction du Théâtre Robert-Houdin. En 1915, la famille ouvre un théâtre à Montreuil, le Théâtre des variétés artistiques, et y produit des opérettes, des opéras comiques, des drames et des comédies, mais les affaires vont mal.
Pendant la guerre, Georgette Méliès organise des spectacles à l'hôpital militaire numéro Six, où elle se porte volontaire comme infirmière. Elle est la principale animatrice du Secours municipal aux familles des soldats, « Le tricot montreuillois », et reverse la majorité des gains des spectacles produits par les Méliès. Pour son dévouement, elle reçoit six distinctions. Georgette Méliès se fait aussi connaitre comme pianiste et chanteuse soprano, qui attire à la grand messe le dimanche les banlieusards de Rosny et de Vincennes.
En 1923, après la vente du domaine de Montreuil et du théâtre des Variétés artistiques pour cause de faillite. Georgette, enceinte de cinq mois, doit quitter la propriété de Montreuil. Elle poursuit sa carrière d'artiste avec son mari, Armand Fontaine (1894-1988), également connu sous le nom de Pierre Armand Fix, chanteur baryton.
Au cours d'une tournée en Algérie, Georgette Méliès tombe malade. À son retour en France, elle meurt à l'hôpital de Courbevoie le 29 août 1930, à l'âge de quarante-deux ans. Sa fille, Madeleine, a alors sept ans.

## Filmographie

### Actrice
- 1896 : Une partie de cartes de Georges Méliès : la petite fille
- 1896 : Un petit diable de Georges Méliès
- 1896 : Bébé et fillettes de Georges Méliès
- 1897 : Entre Calais et Douvres de Georges Méliès : la fille avec la poupée

### Opératrice de caméra
- 1911 : Les Hallucinations du baron de Münchhausen de Georges Méliès
- 1911 : Le Vitrail diabolique de Georges Méliès
- 1912 : À la conquête du pôle de Georges Méliès
- 1912 : Cendrillon, ou la Pantoufle merveilleuse de Georges Méliès
- 1912 : Le Chevalier des neiges de Georges Méliès
- 1913 : Le Voyage de la famille Bourrichon de Georges Méliès